# Universal Music Spain
Universal Music Spain S.L. – hiszpańska firma wydająca płyty muzyczne należąca do Universal Music Group. Ma swoją pod wytwórnię Vale Music.
Wytwórnia współpracuje z kilkuset artystami narodowymi i międzynarodowymi.